# Vzdělávání cizinců v Česku
V České republice využívají práva na vzdělání, které je zakotveno Listinou základních práv a svobod, desetitisíce žáků a studentů s cizí státní příslušností. Překážky spojené zejména s osvojováním vyučovacího jazyka se kromě nich týkají i českých občanů s odlišným mateřským jazykem.
V souvislosti se vzděláváním cizinců v Česku se v právu a v praxi používá několik termínů, které se částečně překrývají.
Jako žáka-cizince označuje právo účastníka vzdělávání s cizí státní příslušností. Může se jednat o nově příchozího žáka bez jakékoli znalosti češtiny a českého kontextu i o žáka, který v Česku vyrůstal např. díky povolení k trvalému pobytu. Cizinci vzniká právo na bezplatnou jazykovou přípravu.
Jako žáka z odlišného kulturního prostředí označuje právo účastníka vzdělávání, který přísluší k jiné kultuře. Do této skupiny mohou kromě cizinců patřit i příslušníci etnických menšin. Odlišné kulturní prostředí se může projevovat nejen nedostatečnou jazykovou vybaveností, ale i rozdílnými tradicemi, hodnotovým nastavením nebo neschopností rodičů pomoct dítěti z důvodu neznalosti českého prostředí.
Žák s odlišným mateřských jazykem je žákem, pro kterého není čeština rodným jazykem. Opět se může jednat o cizince i občana České republiky, který byl vychováván v jiném jazyce. Pokud byl žák dostatečně vystaven českému jazyku a podpořen v jeho zvládnutí, nemusí se ve vzdělávání jednat o hendikep.
Žák s nedostatečnou znalostí vyučovacího jazyka je jakýkoli žák bez ohledu na státní příslušnost, kterého neznalost nebo nedostatečná znalost českého jazyka omezuje ve vzdělávání. Pro plnohodnotné zapojení do výuky nestačí ovládat jazyk na komunikativní úrovni, nýbrž je třeba zvládnout i akademickou češtinu. Její osvojení přitom trvá o několik let déle. Nedostatečná znalost vyučovacího jazyka může být pro školní poradenská pracoviště důvodem pro doporučení podpůrných opatření.

## Práva a povinnosti
Občané členských států Evropské unie se v České republice mohou vzdělávat za stejných podmínek jako čeští občané. Občané ostatních států musí pro předškolní, střední a vyšší odborné vzdělávání získat oprávnění k pobytu alespoň na 90 dní. Pobyt po tuto dobu na území Česka zároveň cizince zavazuje k plnění povinné školní docházky a roku povinného předškolního vzdělávání. V případě, že žák ukončil vzdělání na základní škole v jiném státě, musí pro studium na střední škole předložit osvědčení o uznání rovnocennosti zahraničního vysvědčení vydaného zahraniční školou nebo rozhodnutí o uznání platnosti zahraničního vysvědčení.
V reakci na ruskou agresi na Ukrajině v roce 2022, která způsobila příliv uprchlíků do Česka, umožnilo MŠMT nahradit cizincům jednotnou přijímací zkoušku na střední školy z českého jazyka a literatury ústním pohovorem. Osobám, které se v předchozích osmi letech alespoň čtyři roky vzdělávaly v zahraničí, je umožněna úprava podmínek maturitní zkoušky z českého jazyka a literatury.
Národnostní menšiny mají v České republice právo zřizovat školy ve vlastním jazyce, pokud se k národnosti v obci hlásí alespoň 10 % obyvatel a o národnostní školu je dostatečný zájem. Toto právo v současnosti uplatňuje pouze polská menšina v okresech Frýdek-Místek a Karviná, ve kterých je v provozu zhruba 40 polských škol.

## Cizinci v českých školách
Údaje o žácích-cizincích shromažďuje MŠMT. Mezi nejpočetnější menšiny patří slovenská, vietnamská, ruská a po ruské agresi na Ukrajině zejména ukrajinská. Někteří ukrajinští azylanti pokračují souběžně ve studiu na své domovské škole distanční formou.
| školní rok          | 2012/13 | 2013/14 | 2014/15 | 2015/16 | 2016/17 | 2017/18 | 2018/19 | 2019/20 | 2020/21 | 2021/22 |
| mateřské školy      | 5 434   | 6 307   | 7 214   | 8 302   | 9 494   | 10 469  | 11 343  | 11 942  | 11 864  | 12 103  |
| základní školy      | 14 551  | 15 109  | 16 477  | 18 281  | 20 237  | 21 992  | 24 026  | 26 527  | 28 380  | 30 543  |
| střední školy       | 9 024   | 9 147   | 8 837   | 8 763   | 9 063   | 9 195   | 9 305   | 9 496   | 9 751   | 10 053  |
| konzervatoře        | 169     | 185     | 217     | 212     | 214     | 208     | 209     | 219     | 210     | 210     |
| vyšší odborné školy | 510     | 547     | 552     | 587     | 611     | 647     | 705     | 732     | 737     | 721     |
| vysoké školy        | 39 430  | 40 330  | 40 916  | 42 027  | 43 450  | 43 671  | 44 685  | 46 359  | 49 920  | 52 109  |
| celkem              | 69 118  | 71 625  | 74 213  | 78 172  | 83 069  | 86 182  | 90 273  | 95 275  | 100 862 | 105 739 |

## Podpora

### Jazyková příprava pro cizince
Žákům-cizincům, kteří v Česku plní povinnou školní docházku, vzniká automaticky po dobu prvního roku jejich pobytu v Česku nárok na bezplatnou jazykovou přípravu. Místo výuky a financování zajišťují kraje. Dle jazykové úrovně žáka se jedná o 100 až 200 hodin ročně. Po uplynutí 12 měsíců (nebo v případě českého občanství) se mohou žáci jazykové přípravy účastnit při volné kapacitě. Do roku 2012 byly kurzy zpřístupněné pouze občanům Evropské unie a žadatelům o azyl.

### Jazyková podpora
Odlišné kulturní prostředí nebo nedostatečná znalost vyučovacího jazyka je příčinou speciálních vzdělávacích potřeb, které může bez ohledu na státní příslušnost diagnostikovat školské poradenské pracoviště. Žák tím může získat nárok na podpůrná opatření prvního, druhého nebo třetího stupně, včetně hodin češtiny jako druhého jazyka nebo asistenta pedagoga.

### Neziskové organizace
V České republice existuje několik neziskových organizací, které nabízejí žákům s odlišným mateřským jazykem bezplatné doučování nebo jinou formu pomoci. Patří mezi ně např. META, InBáze, Organizace pro pomoc uprchlíkům nebo Člověk v tísni.